# Astronomische Nachrichten
Astronomische Nachrichten (в переводе с нем. — «Астрономические новости») — один из первых международных журналов по астрономии , был основан в 1821 году немецким астрономом Генрихом Христианом Шумахером. Утверждается, что это самый старый астрономический журнал, который продолжает выпускаться. В настоящее время основные темы публикации — физика Солнца, экстрагалактическая астрономия, космология, геофизика и научные методы в этих областях.
В честь журнала Astronomische Nachrichten назван астероид (1155) Аэнна, открытый 26 января 1928 года немецким астрономом ]Карллом Райнмутом в Гейдельбергской обсерватории.

## Формат выпусков
Хотя журнал был основан в 1821, первый том датируется 1823 годом. Volume 1 (1823) состоит из 33 выпусков (англ. issue) и из 516 страниц. Том 2 следующего года образовывают 34 выпуска и 497 страниц. За исключением 1830—1832 годов, когда в 1831 году было опубликовано 2 тома, а в 1830 и 1832 ни одного, до 1846 года каждый год выходило ровно по одному тому из приблизительно 20-30 выпусков. Затем обычно выпускалось по 2 тома в год до 1884. В 1884 году было выпущено рекордное количество — 5 томов. Между 1884 и 1914 обычно выходило по 3 или больше томов. В годы 1915—1919 (Первая мировая война) был провал в публикациях, только в 1916 и 1919 вышло по одному тому. С 1920 по 1940 обычно выходило по 3 тома в год. Только по одному тому в год выходило с 1941 по 1943, и вовсе не было публикаций с 1944 по 1946 (Берлин испытал большие разрушения во время Второй мировой войны). С 1947 до настоящего времени журнал выпускает обыкновенно по тому в год, но совсем не выпускался в отдельные годы 1950-х, 1960-х и 1970-х. С 1974 по 1996 журнал выпускает по 6 выпусков в год, каждый том состоит из 300—400 страниц.
Под новым издателем, Wiley, эта закономерность продолжилась до 2003, когда число выпусков в год было увеличено до 9 благодаря публикации дополнительных материалов. С 2004 выходит по 10 выпусков в год. В 2006, том 327, было 10 выпусков и 1100 страниц.